# Феодор II (экзарх Равенны)
Феодор II — экзарх Равенны с 678 по 687 год. Упоминается в хрониках как благочестивый человек, делавший богатые пожертвования церквам. Похоронен в Константинополе.